# 포천시외버스터미널
포천시외버스터미널은 경기도 포천시 중앙로 126-7 (신읍동 42-11번지)에 위치한 버스터미널이다. 고속버스 전산망상의 터미널 번호는 163이다. 전체 건물 연면적은 1,135m2, 대합실 면적은 198m2이다. 2019년 1월 기준 하루 평균 200명이 이용하고 7개 노선이 운행중이다.

## 개요
경기 북부 교통의 요지로서 포천을 오가는 이용객들에게 편의를 제공하기 위해 1972년 5월 17일에 건립되었다. 터미널 면적이 1,135m2에 불과해 상당히 좁으며 매표소 건물 자체가 작기 때문에 일부 이용객들은 터미널 건물이 없는 시외버스정류장으로 오인하는 경우도 있으나 매표소가 위치한 2층 건물이 터미널 건물이다. 하지만 면적이 좁기 때문에 모든 승객들은 터미널 앞 중앙에 설치된 대기실에서 대기하며 시외버스는 이 곳을 한바퀴 도는 형식으로 정차한다. 또한 터미널의 위치가 포천시 중심부에 위치하여 극심한 교통혼잡을 일으키기 때문에 포천시에서는 약 71억 여원을 들여 신터미널(포천광역버스터미널)을 건축하기로 하고 2002년 말 착공해 2004년 9월에 완공하였다. 신터미널(포천광역버스터미널)은 군내면 청성로 112 (하성북리 618)에 위치하고 있는데 2004년 당시 연간 임대료를 용역결과에 따라 2억여원으로 정하고 운영업체 공모에 나섰으나 임대료가 비싸다는 이유로 운영업체들이 4년간 공모에 응하지 않아 지난 2008년 이후부터 신터미널(포천광역버스터미널)을 공공용 업무시설로 용도변경하여 어떤 노선도 들어오지 않았다. (관련기사 : http://www.ujbnews.net/news/article.html?no=4505) 현재도 모든 시외버스 운행은 기존 포천시외버스터미널에서 하고 있으며 주로 수도권, 강원도권 방면 위주로 운행하고 있다. 신터미널(포천광역버스터미널) 건물은 포천시선거관리위원회에서 잠시 쓰다가 포천시시설관리공단이 사용하고 있다.

## 주요 노선

### 고속버스
- 2017년 8월 1일부터 서울 방면 고속버스 종착지가 서울센트럴시티에서 서울고속버스터미널로 변경되었다.[4]

| 운행 노선       | 운행업체 | 운행구간 | 운행구간 | 운행구간 | 경유지 | 배차 간격 | 시간표                                        |
| --------------- | -------- | -------- | -------- | -------- | ------ | --------- | --------------------------------------------- |
| 포천 ↔ 서울경부 | 강원고속 | 포천     | ↔        | 서울경부 | 무정차 | 10회      | 첫차:08:15 (포천 기준) 막차:20:35 (포천 기준) |

### 시외버스
| 운행 노선   | 운행업체 | 운행구간 | 운행구간 | 운행구간 | 경유지                                                                                 | 배차 간격 | 시간표                                          |
| ----------- | -------- | -------- | -------- | -------- | -------------------------------------------------------------------------------------- | --------- | ----------------------------------------------- |
| 3000        | 경기고속 | 신철원   | ↔        | 동서울   | 장현, 내촌, 가산, 신북, 양문, 운천, 강포리                                             | 30~50     | 첫차:06:20 (포천 기준) 막차:22:10 (포천 기준)   |
| 3001        | 경기고속 | 동송     | ↔        | 동서울   | 관인, 팔호동, 육호동, 경복대 입구, 대진대 축석고개, 의정부, 수락산역, 노원역, 아차산역 | 40~60     | 첫차:07:10 (포천 기준) 막차:22:10 (포천 기준)   |
| 3001        | 경기고속 | 동송     | ↔        | 동서울   | 관인, 사단, 운천, 양문, 내촌, 장현                                                     | 40~60     | 첫차:06:20 (포천 기준) 막차:21:40 (포천 기준)   |
| 3002        | 경기고속 | 와수리   | ↔        | 동서울   | 지경리, 문혜리, 신철원, 운천, 양문 대진대학교, 송우, 의정부성모병원, 의정부            | 50        | 첫차:07:10 (포천 기준) 막차:21:20 (포천 기준)   |
| 3003        | 경기고속 | 동송     | ↔        | 도봉산역 | 관인, 팔호동, 육호동, 자일리, 운천, 만세교                                             | 20~30     | 첫차:06:20 (포천 기준) 막차:21:30 (포천 기준)   |
| 3005        | 경기고속 | 와수리   | ↔        | 도봉산역 | 지경리, 신철원, 운천, 양문, 제2청사                                                    | 40~60     | 첫차:06:20 (포천 기준) 막차:21:30 (포천 기준)   |
| 포천 ↔ 안산 | 진흥고속 | 포천     | ↔        | 안산     | 송우, 의정부                                                                           | 3회       | 10:20, 13:20, 17:00                             |
| 포천 ↔ 수원 | 진흥고속 | 포천     | ↔        | 수원     | 가산, 내촌, 장현, 이의동, 우만동                                                       | 3회       | 08:30, 13:40, 16:00                             |
| 포천 ↔ 수원 | 진흥고속 | 포천     | ↔        | 수원     | 가산, 내촌, 장현, 서수원                                                               | 2회       | 10:10, 19:40                                    |
| 포천 ↔ 인천 | 경기고속 | 포천     | ↔        | 인천     | 대진대, 의정부, 장암, 고양(백석)                                                       | 3회       | 08:05, 12:15, 16:45                             |
| 포천 ↔ 춘천 | 진흥고속 | 포천     | ↔        | 춘천     | 일동, 유동, 화현, 봉수, 서파 율길, 현리, 청평, 가평, 강촌                              | 7회       | 07:15, 07:45, 10:05, 12:25, 15:25, 17:30, 19:05 |

### 직행좌석버스
(포천시외버스터미널 건너편 포천시청에서 승하차)
- ● 3006번 : 하성북리 ↔ 포천종합사회복지관 ↔ 골든아파트 ↔ 신읍7통.기업은행앞 ↔ 포천시청 ↔ 포천고등학교앞 ↔ 선단1통.대진대학교 ↔ 송우리시외버스터미널 ↔ 홈플러스(포천송우점)/원일아파트 ↔ 대방아파트 ↔ 이동교3리.무봉리 ↔ 잠실광역환승센터(잠실역)(GATE 25)
- ● 1386번 : 산정호수.상동주차장 ↔ 영북면사무소 ↔ 영북중학교 ↔ 영중면사무소 ↔ 신북면행정복지센터.포천아트밸리(신북시외버스정류소) ↔ 골든아파트앞 ↔ 포천시청앞 ↔ 포천고등학교앞 ↔ 선단1통.대진대학교 ↔ 송우리시외버스터미널 ↔ 의정부성모병원 ↔ 경기북부지방경찰청 ↔ 의정부시외버스터미널 ↔ 의정부역

## 참조
1. ↑  버스터미널 현황, 경기도청, 2019년 2월 19일 작성.
2. ↑  포천∼경기.강원.인천 11개 시외노선 9월 운행, 연합뉴스, 2004년 8월 2일 작성.
3. ↑  “디지털포천문화대전”. 2019년 3월 6일에 원본 문서에서 보존된 문서. 2014년 3월 14일에 확인함.
4. ↑  서울 – 홍천, 춘천, 철원(포천, 운천, 신철원)이전 노선 추가 안내 보관됨 2017-08-02 - 웨이백 머신, 서울고속버스터미널 공지사항, 2017년 7월 24일 작성.